# Crist

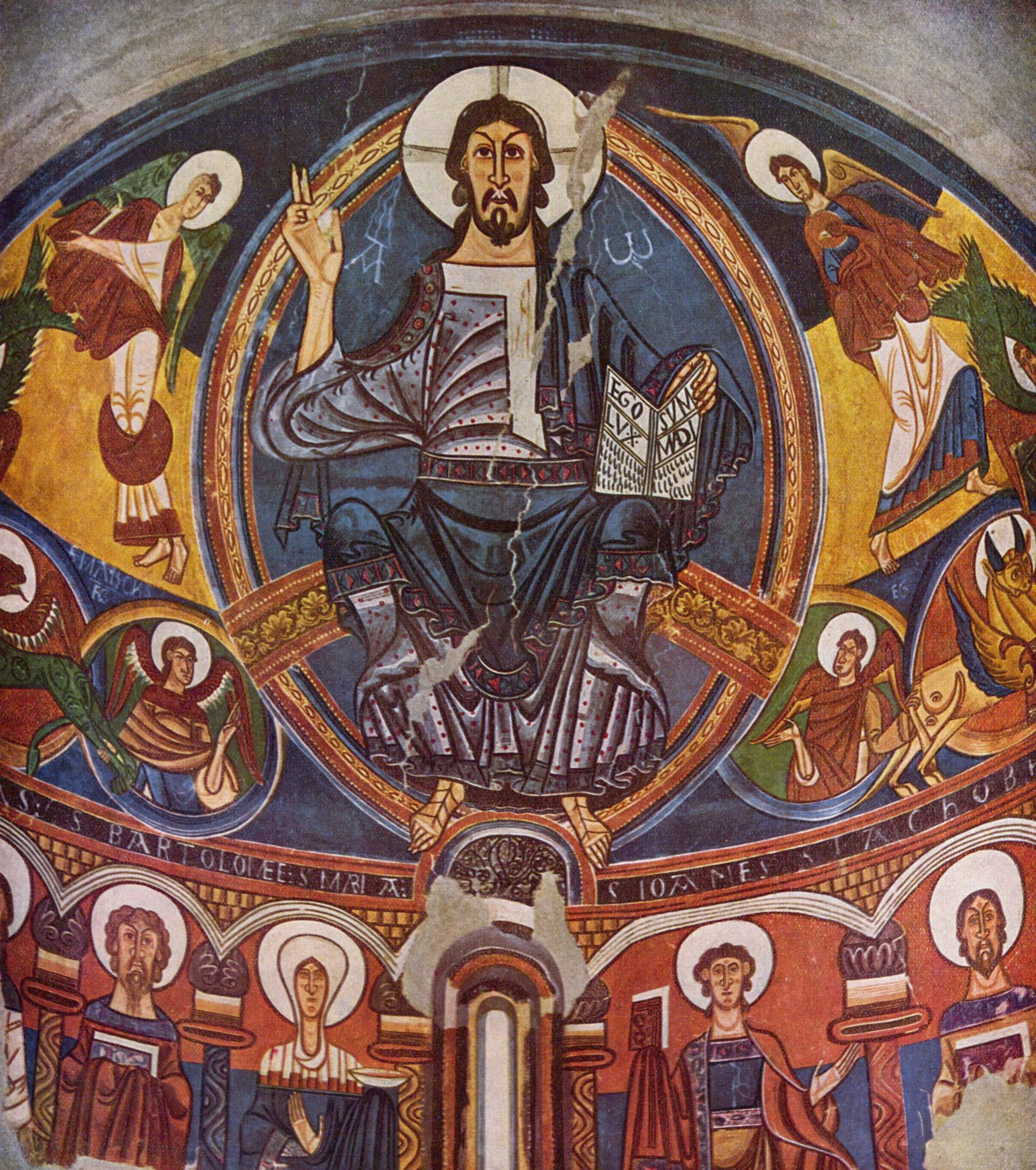
Crist Pantocràtor de Sant Climent de Taüll

Crist (del llatí christus, i aquest del grec antic 'χριστoς', khristós) és la traducció de Messies, paraula hebrea que significa 'l'ungit [del Senyor]', és a dir, una persona consagrada per unció divina. Els cristians apliquen aquest nom a Jesús de Natzaret. A mitjan segle ii, a Antioquia, es començà a anomenar 'cristians' els seguidors de Jesús (Fets 11:26).

## Orígens del terme
El mot 'Crist' apareix en la majoria d'idiomes d'Europa, provinent del grec, Khristós, transcrit al llatí com Christus. Al Nou Testament s'usa com descripció de Jesús, a qui s'anomena sovint Jesucrist (Jesús-Crist).
A la versió septuaginta de l'Antic Testament es va utilitzar crist per traduir al grec la paraula hebrea Maixiah (Messies), que vol dir 'ungit'.
El “Khristós” clàssic en idioma grec antic podria significar 'cobert en oli' i, per tant, és una traducció literal de la paraula 'Messies'.

## Religió
'Messies' era el títol qualificatiu que els jueus aplicaven als seus sacerdots, reis i profetes, i aquests havien de ser ungits amb oli com a part del ritu que els consagrava en el seu càrrec. Els seguidors de Jesús de Natzaret, considerant que aquest era el messies promès pels profetes, li aplicaren aquest títol, anomenant-lo Jesús el Crist o El Salvador.
La vida de Jesús el Crist es narra als Evangelis. Actualment hi ha debat entre els defensors de la tesi del Jesús històric i els del Jesús mitològic. En aquest debat pren especial rellevància la paraula 'Crist' donat que la seva etimologia tant es pot aplicar a Jesús com a diverses persones de l'antiguitat que foren esmentades per aquest nom.

## Art
Entre les diverses iconografies desenvolupades per l'art cristià per representar Jesús el Crist sobresurten el Pantocràtor o Maiestas Domini, el Sant Crist o Crist crucificat, el Crist Majestat o el Salvator Mundi.